# 土屋重信
土屋 重信（つちや しげのぶ）は、戦国時代の武将。三河国本郷の人。

## 生涯
父の重治とともに徳川家康に仕える。永禄7年（1564年）三河一向一揆との戦いで父が戦死。元亀元年（1570年）姉川の戦いで戦死した。家督は弟の重利が継いだものの天正3年（1575年）小山城攻めで戦没したため、重信の娘婿である島田氏に養育された重利の子・利清が継いだ。